# Chanfrein

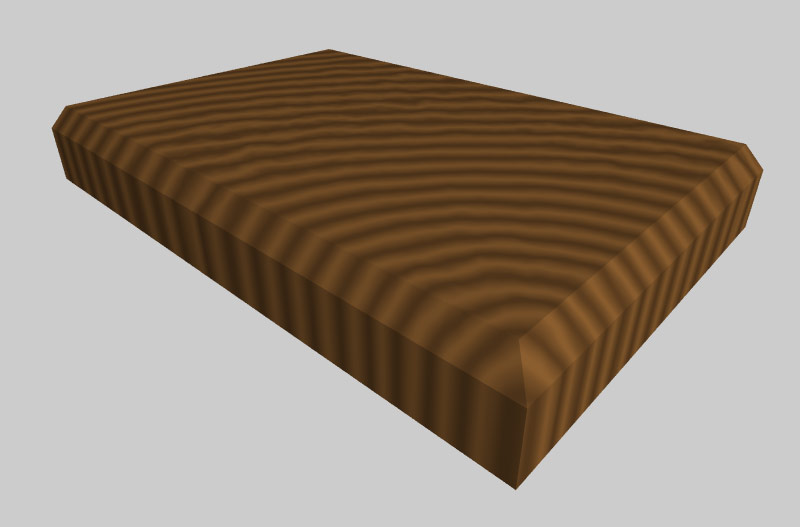
Chanfrein sur une pièce prismatique.

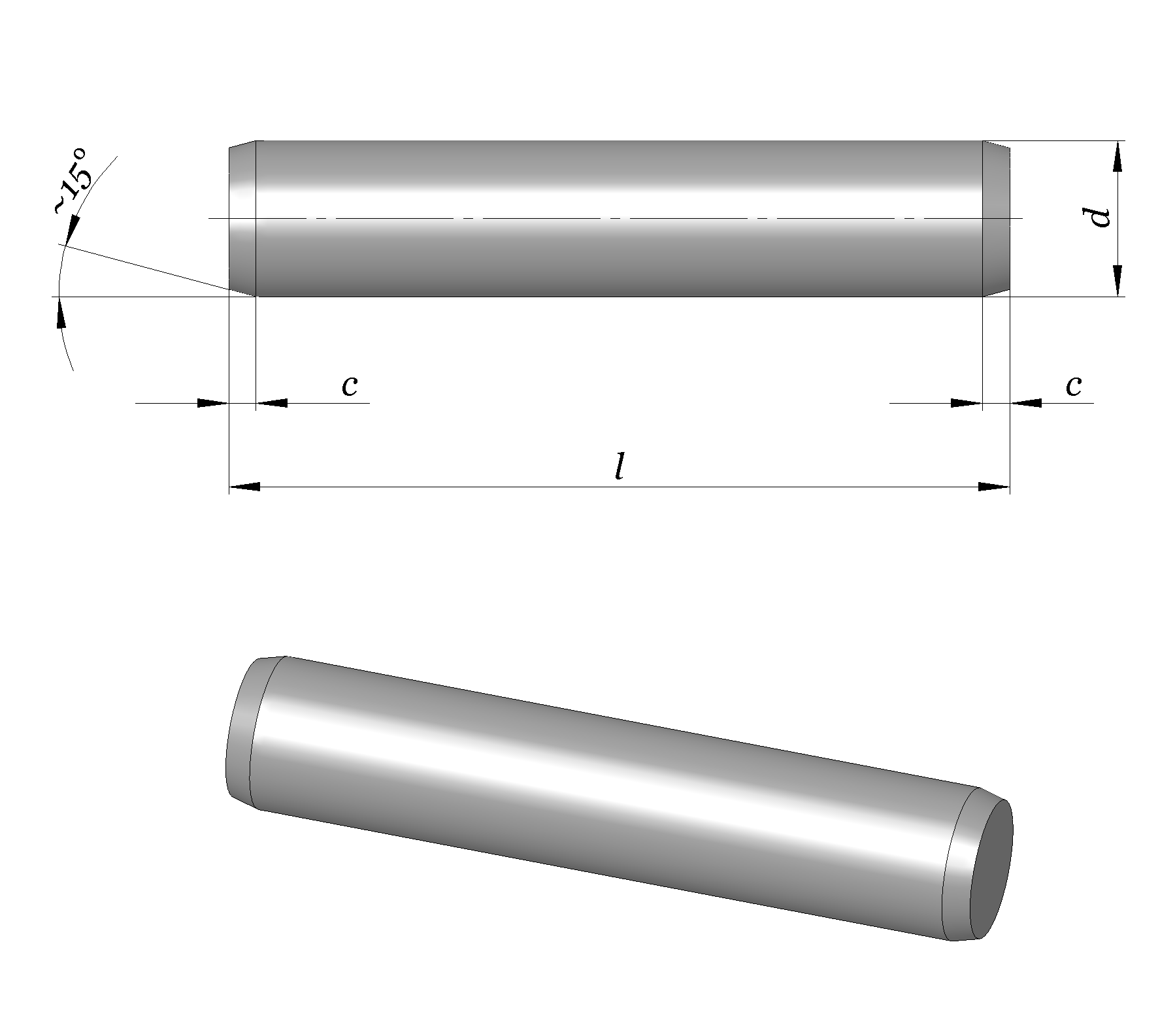
Chanfrein d'introduction coté.

Soudure pour raccorder bout à bout deux tôles chanfreinées, dite soudure en V ; représentation simplifiée (gauche) et symbolique (droite).

Le chanfrein est la petite surface formée par une arête abattue. Cette surface plate est souvent obtenue par limage de l'arête d'une pièce en pierre, en bois ou en métal. Généralement, le chanfrein entre deux faces à angle droit est à 45°.
Le mot est aussi utilisé en mathématiques dans l'expression distance de chanfrein.
Le terme chanfrein désigne également la partie comprise entre le front et les naseaux (ou la truffe) de certains mammifères et, par analogie, une pièce métallique protégeant cette partie du corps de l'animal.

## En construction
En architecture et construction, il s'agit d'une petite surface formée par l'arête abattue d'une pierre. C'est aussi la taille d'une marche en pente faite sur le devant pour donner plus de giron à celle au-dessous. Il ne faut pas confondre le chanfrein avec le pan coupé, qui est une partie construite.

## En génie mécanique
En génie mécanique, le chanfrein est en général obtenu par tournage sur les pièces de révolution (cylindres, cônes, arbres) et par fraisage sur les pièces prismatiques. Son rôle peut être :
- d'éliminer les arêtes vives qui peuvent provoquer des blessures (arêtes blessantes) et qui par ailleurs sont fragiles ;
- de faciliter l'introduction d'une pièce mâle dans une pièce femelle ; un chanfrein d'introduction fait habituellement un angle de 30° par rapport à l'axe d'introduction ;
- pour un perçage, d'abriter la tête conique d'une vis à tête fraisée, on parle alors de fraisure.

En dessin technique, les petits chanfreins supprimant les arêtes vives sont habituellement cotés a×b où a est la distance en millimètre entre la nouvelle arête créé par le chanfrein et l'arête théorique que celui-ci supprime, et b est l'angle du chanfrein. Par exemple, un chanfrein coté 2 × 45° désigne un chanfrein à 45° et faisant « reculer » les arêtes de 2 mm.

## Dans le soudage
On l'appelle préparation des bords. Ces mesures sont indiquées sur le DMOS (description du mode opératoire de soudage). Il permet une surface de fusion plus importante, donne une place plus ou moins réduite au métal fondu et donne une bonne résistance mécanique.
Il en existe plusieurs types : en X, en V, en tulipe, etc.
Il est utilisé dans la chaudronnerie ainsi que dans la tuyauterie, il peut être réalisé par usinage (chanfreineuse) ou à la meuleuse d'angle.

## Domaine animalier

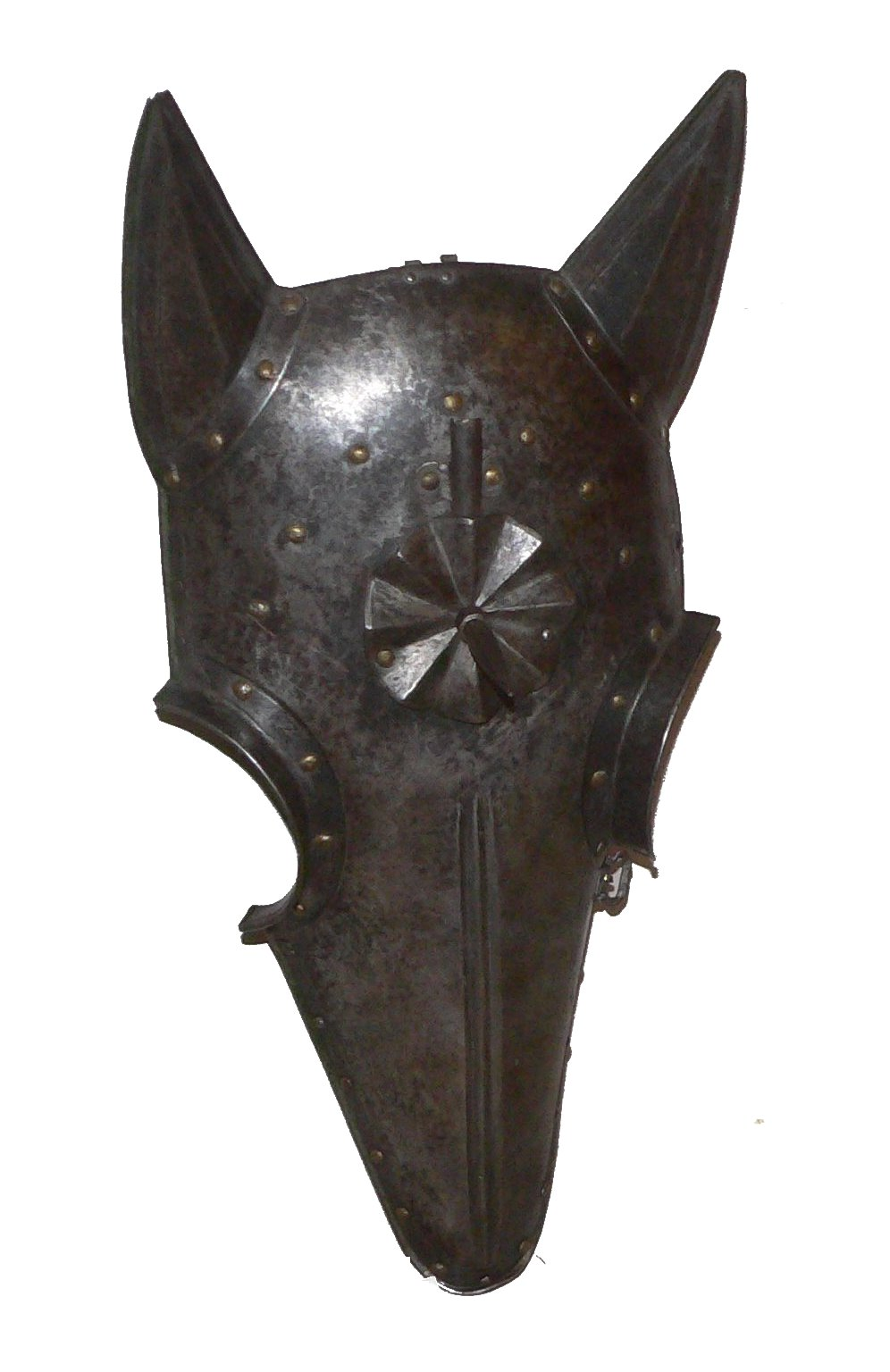
Chanfrein pour cheval (armure).

Le terme chanfrein est utilisé dans la description anatomique de la tête des animaux pour désigner la partie comprise entre le front et les naseaux ou la truffe du cheval, du chien, du chat, de la vache et de certains autres mammifères à tête allongée.
Par analogie, on nomme également chanfrein la pièce de fer protégeant la tête et le front de l'animal dans la barde.